# Enigma-Schlüsselprozedur

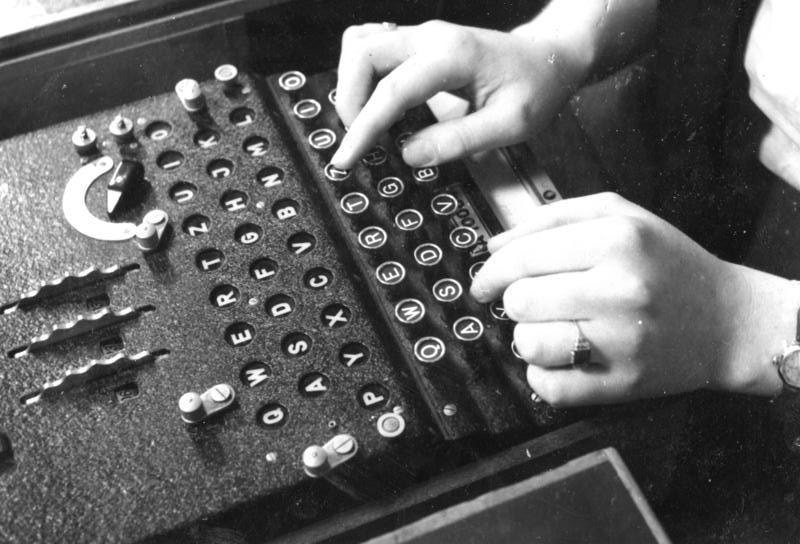
Bevor mit der Enigma entschlüsselt werden kann, muss sie anhand der vorgeschriebenen Schlüsselprozedur identisch zu der des Absenders eingestellt werden.

Die Schlüsselprozeduren (auch genannt: Chiffrier-Vorschriften, Chiffrierregeln oder Schlüsselanleitungen) für die Schlüsselmaschine Enigma waren Richtlinien zur korrekten Benutzung der Maschine. Sie dienten dazu, den Sender und den befugten Empfänger einer Geheim-Nachricht in die Lage zu versetzen, ihre Schlüsselmaschinen identisch zueinander einzustellen. Nur so konnte der Empfänger eines durch den Absender verschlüsselten Funkspruchs diesen mit seiner Enigma entschlüsseln und den ursprünglichen Klartext lesen.

## Prinzip
Grundsätzlich ist es wichtig, die verschiedenen Nachrichten (Funksprüche) eines Schlüsselnetzes nicht mit identischen Schlüsseln zu verschlüsseln. Dies wäre ein fundamentaler Fehler, in der Kryptologie als „Klartext-Klartext-Kompromittierung“ (englisch Depth) bekannt, der die unbefugte Entzifferung, also den „Bruch“ der Sprüche, erheblich erleichtern würde. In dieser Hinsicht wäre die kryptographisch sicherste Lösung, jeweils völlig unterschiedliche, also individuelle Schlüssel zu verwenden, ähnlich einem Einmalkennwort. Allerdings hätte dies den schwerwiegenden Nachteil, dass die Schlüsselerzeugung sowie die Verwaltung, Verteilung und Verwendung solcher „Einmalschlüssel“ extrem aufwendig und tatsächlich „nicht feldtauglich“ wäre.
Die Reichswehr und später die Wehrmacht suchte daher nach einem Kompromiss zwischen einerseits möglichst einheitlichen und damit (innerhalb eines Schlüsselnetzes) leicht verteilbaren Schlüsseln und andererseits Prozeduren, die Verschlüsselung in gewisser Weise „individuell“ zu gestalten. Dabei erwächst das grundsätzliche Problem, wie man dem befugten Empfänger die zur Entschlüsselung eines Funkspruchs benötigte individuelle Information mitteilen kann, ohne dass diese kompromittiert wird und dann zum unbefugten Bruch des Spruchs genutzt werden kann.

## Vorschriften

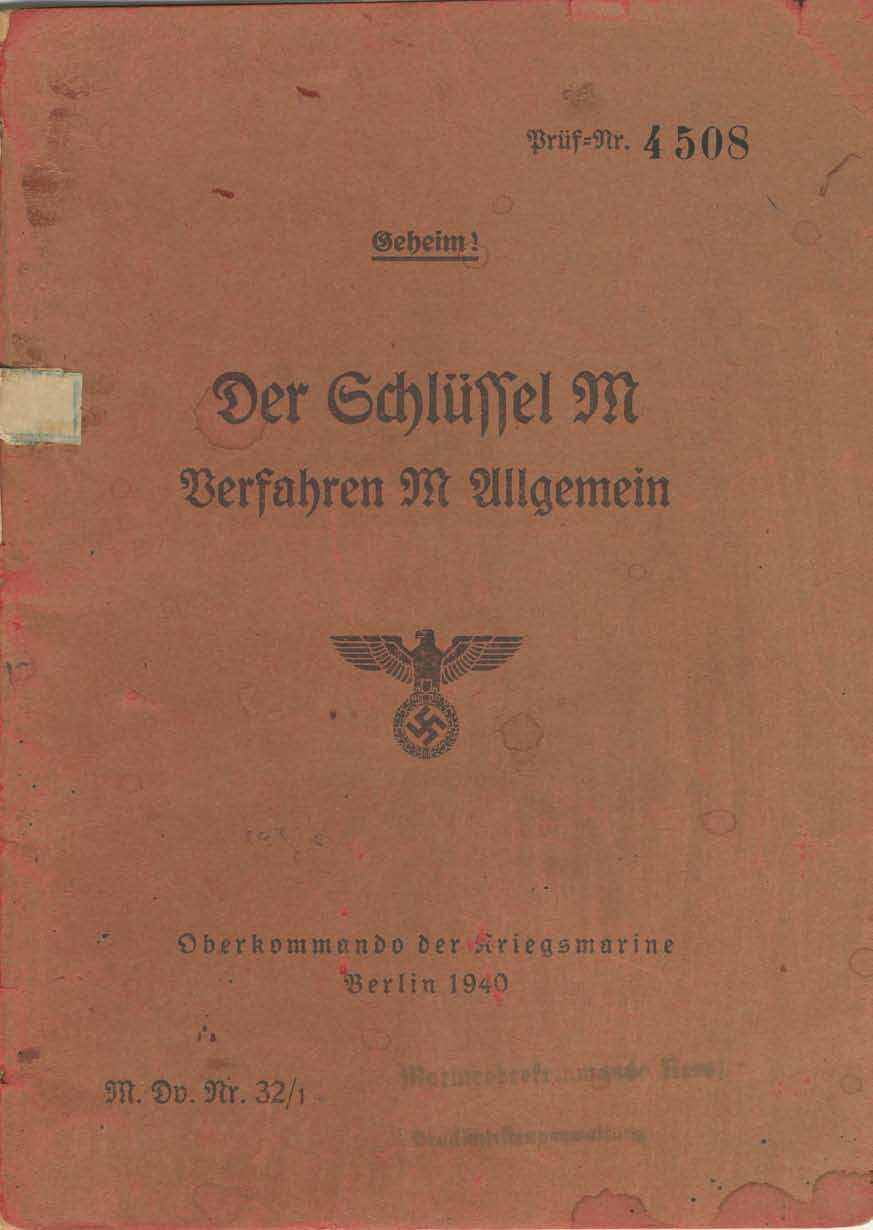
Schlüsselanleitung der Kriegsmarine „Der Schlüssel M“

Die verschiedenen Wehrmachtteile (Heer, Luftwaffe und Kriegsmarine) entwickelten hierzu unterschiedliche Schlüsselprozeduren. Die ausgearbeiteten Chiffrierregeln wurden im Laufe der Zeit mehrfach und zum Teil erheblich modifiziert. 
Die jeweils gültige Schlüsselprozedur wurde als Bedienanweisung für den Anwender, genannt „Schlüssler“, in Dienstvorschriften detailliert beschrieben. 
Beispiele sind die Heeresdienstvorschrift 14 mit dem Titel „Schlüsselanleitung zur Schlüsselmaschine Enigma“ und die Marine-Dienstvorschrift 32/1 „Der Schlüssel M – Verfahren M Allgemein“.

### Tagesschlüssel
Zur Konfiguration der Maschine unterschied man zwei Schlüsselteile, den Tagesschlüssel und den Spruchschlüssel. Der Tagesschlüssel blieb für einen gewissen Zeitraum (zumeist ein oder zwei Tage) konstant und war für alle Maschinen eines Schlüsselnetzes gleich (siehe beispielsweise: Schlüsselnetz Triton). Dieser Teilschlüssel wurde auch als „Grundschlüssel“ oder „Grundeinstellung“ bezeichnet. Bei der Marine wurde die Grundeinstellung noch weiter unterteilt in die „Inneren Einstellungen“ (auch: „Innerer Schlüssel“) und die „Äußeren Einstellungen“ (auch: „Äußerer Schlüssel“). Näheres hierzu siehe Schlüsselprozedur bei der Kriegsmarine. Der Tagesschlüssel konnte im Voraus, zumeist für ein bis drei Monate, an alle Teilnehmer eines Schlüsselnetzes verteilt werden, was mithilfe streng geheimer („Geheime Kommandosache!“) Schlüsseltafeln (Bild) geschah.

### Spruchschlüssel
Der andere Teil des Schlüssels wurde für jeden einzelnen Funkspruch individuell gewählt und folglich als Spruchschlüssel bezeichnet. Im Gegensatz zum Tagesschlüssel, der für alle Teilnehmer gleich und durch die Schlüsseltafel bekannt war, wurde der (individuelle) Spruchschlüssel zusammen mit jedem einzelnen Funkspruch durch ein geeignetes Verfahren an den befugten Empfänger übermittelt. Dies musste so geschehen, dass kein Unbefugter aus den zu diesem Zweck übermittelten Informationen auf den Spruchschlüssel schließen konnte. Das dazu verwendete Prozedere wurde als „Spruchschlüsselverschlüsselung“ bezeichnet. Speziell dieses Verfahren änderte sich von Zeit zu Zeit und war bei der Kriegsmarine völlig anders gelöst als bei den beiden anderen Wehrmachtteilen (Heer und Luftwaffe).

## Heer und Luftwaffe

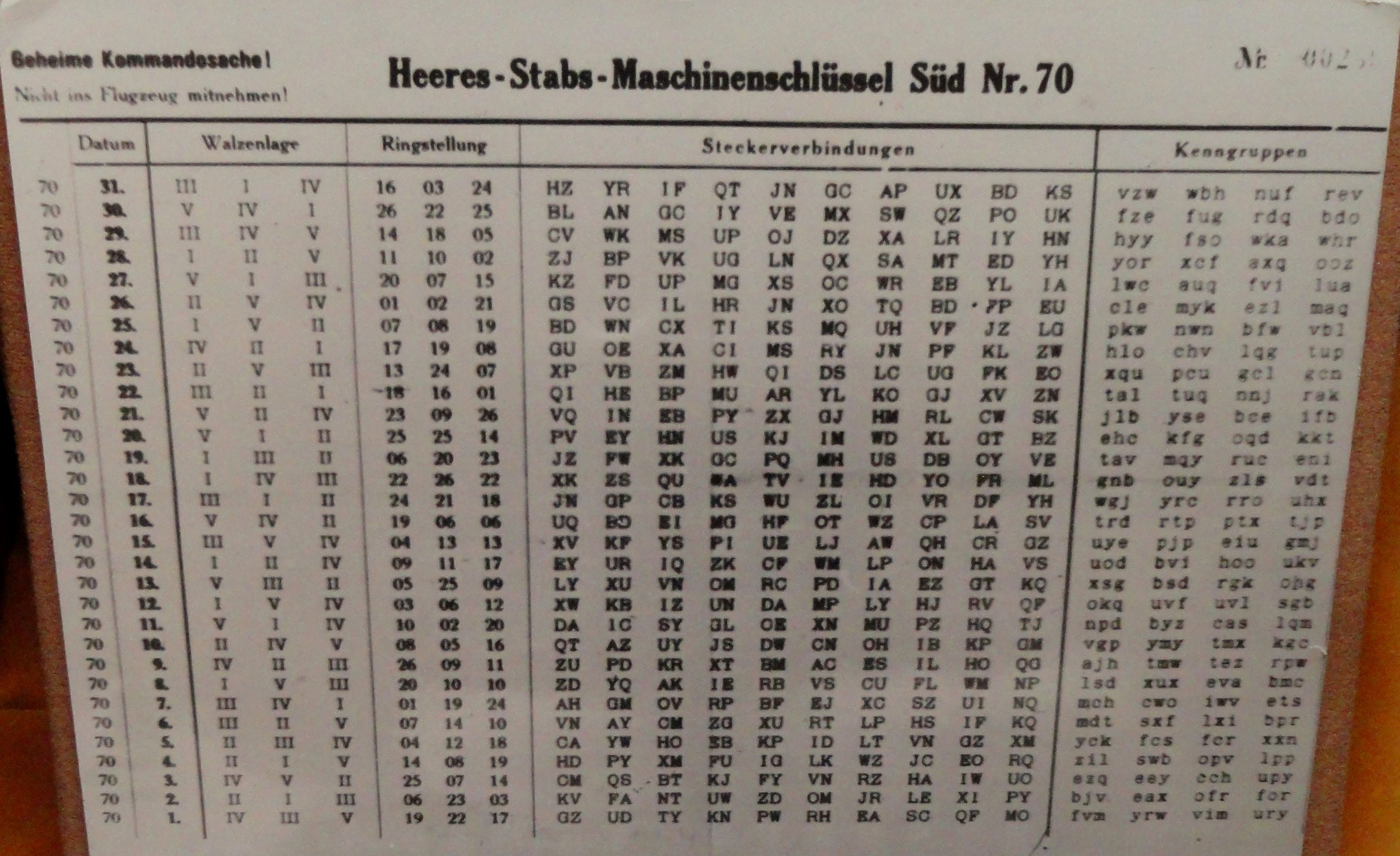
Diese Schlüsseltafel des Heeres listet die täglich wechselnden Teilschlüssel „Walzenlage“, „Ringstellung“ und „Steckerverbindungen“ für einen Monat auf.

Wie im Hauptartikel zur Enigma unter Bedienung beschrieben, bestand ein Schlüssel für eine Enigma I aus vier Komponenten, nämlich
- Walzenlage, beispielsweise B I II III,
- Ringstellung, beispielsweise 16 26 08,
- Steckerverbindungen, beispielsweise AD CN ET FL GI JV,
- und Walzenstellung, beispielsweise RDK.

### Bis 1938

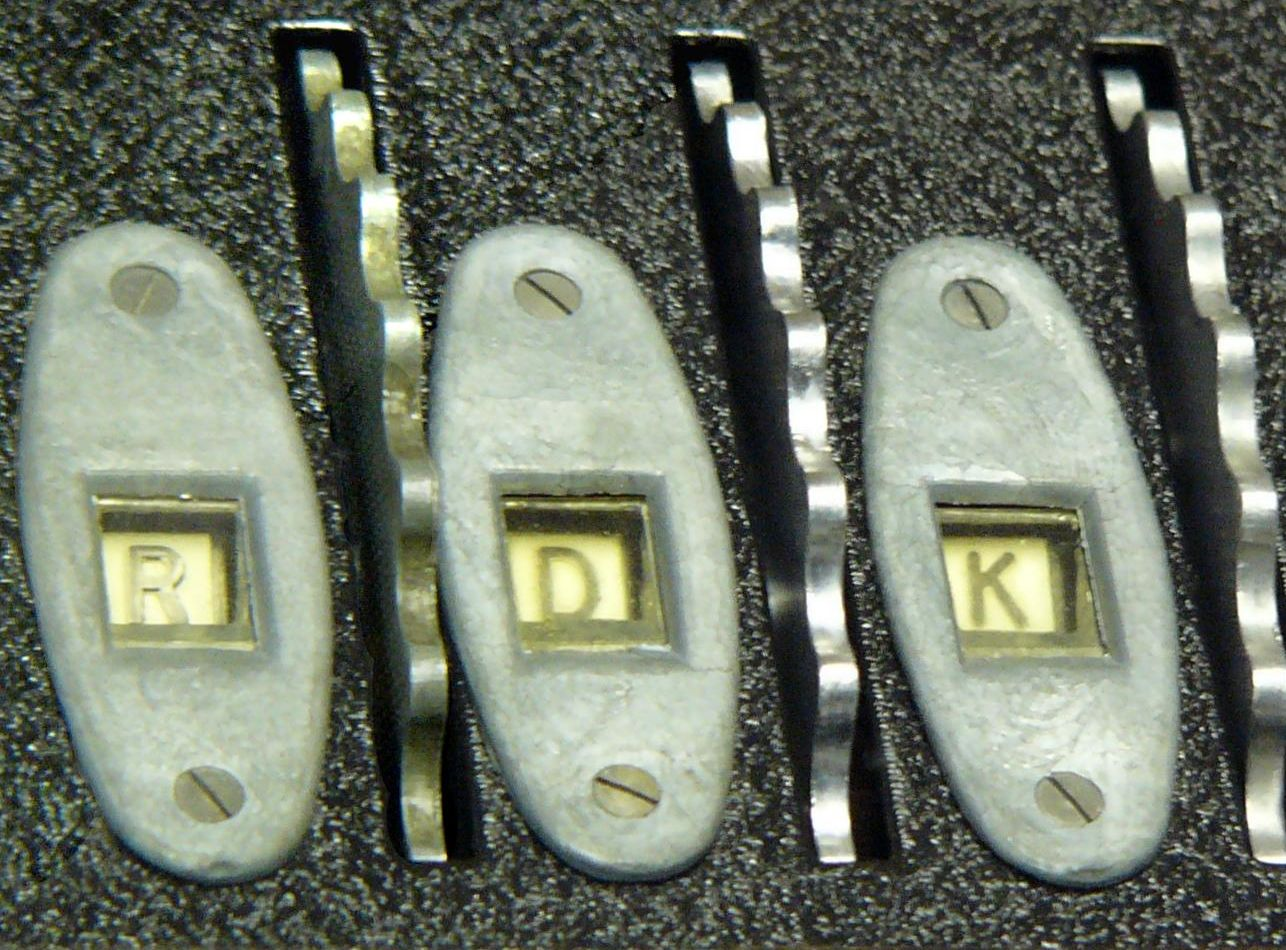
Die Walzen der Enigma wurden zur Verschlüsselung des Spruchschlüssels hier bereits auf die Grundstellung „RDK“ eingestellt

In den frühen Jahren der Enigma, etwa ab 1930, also noch weit vor dem Zweiten Weltkrieg, bis zum 14. September 1938, wurden alle vier oben genannten Komponenten des Schlüssels vorgegeben. Der Anwender hatte die Enigma entsprechend einzurichten, wobei die in der Schlüsseltafel vorgeschriebene Walzenstellung als „Grundstellung“ interpretiert wurde. Der Schlüssler hatte sich nun einen möglichst willkürlichen „Spruchschlüssel“ aus drei Buchstaben auszudenken, beispielsweise WIK. Diesen musste er nun mit der zuvor fertig eingestellten Enigma und der Grundstellung (hier RDK) (Bild) verschlüsseln. Um denkbaren Übertragungsfehlern bei der späteren Funksendung vorzubeugen, war vorgeschrieben, den Spruchschlüssel (hier WIK) nicht nur einmal, sondern zweimal hintereinander zu verschlüsseln. Dies nennt man die „Spruchschlüsselverdopplung“.
Über die Tastatur der Enigma gibt der Verschlüssler also WIKWIK ein und beobachtet, welche Lampen aufleuchten. In diesem Beispielfall sind es KEBNBH. Dies ist der „verschlüsselte Spruchschlüssel“.
Im Spruchkopf (Präambel) des zu übersendenden Funkspruchs werden diese sechs Buchstaben als wichtige Information dem eigentlichen Geheimtext vorangestellt. Sie dienen dem Empfänger zur Ermittlung des Spruchschlüssels (hier WIK). Um diesen nach Empfang der Botschaft zu ermitteln, gibt der Empfänger, der ebenfalls den Tagesschlüssel kennt, und damit seine Enigma identisch zu der des Absenders eingestellt hat, den von ihm empfangenen verschlüsselten Spruchschlüssel (hier KEBNBH) ein und beobachtet seinerseits, welche Lampen aufleuchten. Aufgrund der Involutorik der Enigma (Verschlüsseln = Entschlüsseln) erhält er die sechs Buchstaben WIKWIK. Er erkennt an der Wiederholung des Buchstabenmusters, dass die Übertragung fehlerfrei war und er den Spruchschlüssel unverstümmelt empfangen hat. Er kann nun die Walzen der Enigma auf die korrekte Anfangsstellung WIK einstellen und damit den Geheimtext entschlüsseln. Als Ergebnis erhält er den ursprünglichen Klartext.

### Von 1938 bis 1940
Das oben beschriebene Verfahren ist kryptographisch alles andere als sicher. Im Gegenteil, die Spruchschlüsselverdopplung stellt einen Kardinalfehler dar, der der dafür verantwortlichen deutschen Chiffrierstelle unterlief. Zwar ahnten die Verantwortlichen nicht, welch grober Fehler ihnen passiert war und welche für sie fatale Konsequenzen dies bereits gezeitigt hatte (siehe Zyklometer), jedoch wurden vermutlich gewisse Schwächen der Prozedur erkannt und diese daher im September 1938 geändert.
Ab dem 15. September 1938 galt eine neue Vorschrift zur Spruchschlüsselverschlüsselung. Die als Teil des Tagesschlüssels einheitlich vorgeschriebene Grundstellung wurde abgeschafft. Der Tagesschlüssel bestand ab jetzt nur noch aus drei Komponenten, nämlich
- Walzenlage, beispielsweise B I II III,
- Ringstellung, beispielsweise 16 26 08,
- und Steckerverbindungen, beispielsweise AD CN ET FL GI JV.

Neue Aufgabe des Schlüsslers war es nun, sich selbst eine möglichst willkürliche Grundstellung aus drei Buchstaben auszudenken (zur einfacheren Illustration hier beispielsweise wieder RDK). Danach hatte er – wie zuvor – einen willkürlichen Spruchschlüssel, wieder aus drei Buchstaben, zu bilden, und diesen – ebenfalls wie zuvor – zweimal hintereinander mit der auf den Grundschlüssel eingestellten Enigma zu verschlüsseln. Der ursprünglich aus sechs Buchstaben bestehende Spruchkopf wurde so auf neun Buchstaben erweitert, im Beispiel RDK KEBNBH.
Eine wichtige kryptographische Verbesserung durch diese neue Prozedur war, dass auf diese Weise die Grundstellungen für einen Tag innerhalb eines Schlüsselnetzes nicht länger identisch waren, sondern individuell und unterschiedlich wurden. Dies stärkte die Methode zwar, machte sie aber immer noch nicht sicher genug (siehe Bomba), was das Oberkommando der Wehrmacht (OKW) aber nicht ahnte.
Zusätzlich wurde in diesem Zeitraum die Anzahl der zu verwendenden „Steckerverbindungen“ sukzessive erhöht. Seit dem 1. Oktober 1936 waren es bereits statt der ursprünglichen (nur) sechs, nun fünf bis acht „Stecker“. Ab 1. Januar 1939 wurden es sieben bis zehn und schließlich, ab dem 19. August 1939, die ab dann üblichen genau zehn Steckerverbindungen.

### Ab 1940
Am 1. Mai 1940 (neun Tage vor Beginn des Westfeldzugs) wurde bei Heer und Luftwaffe die Schlüsselprozedur erneut radikal geändert. Die (kryptographisch fatale) Spruchschlüsselverdopplung hatte sich als betrieblich unnötig herausgestellt, da Funkübertragungsstörungen weit seltener auftraten als befürchtet. Aufgeschreckt durch den „Fall Wicher“, das Auffinden von deutschen Enigma-Klartexten in erbeuteten polnischen Unterlagen, war entschieden worden, die Spruchschlüsselverdopplung abzuschaffen. Der Tagesschlüssel bestand weiterhin aus nur drei Komponenten, und zwar wie zuvor
- Walzenlage, beispielsweise B I II III,
- Ringstellung, beispielsweise 16 26 08,
- und Steckerverbindungen, nun zehn, beispielsweise AD CN ET FL GI JV LO MR PS UZ.

Ebenso wie zuvor hat der Bediener sich eine willkürliche Grundstellung auszudenken (hier zur Illustration der Einfachheit halber wieder RDK) sowie einen beliebigen Spruchschlüssel (hier beispielsweise erneut WIK). Er stellt die Enigma auf den Grundschlüssel (hier RDK) ein und verschlüsselt den Spruchschlüssel (hier WIK), jetzt jedoch nur noch einmal. Als Ergebnis erhält er den nur noch aus drei Buchstaben bestehenden verschlüsselten Spruchschlüssel, hier KEB. Diesen teilt er zusammen mit der von ihm gewählten Grundstellung als Teil des Spruchkopfes dem Empfänger mit, also hier RDK KEB.
Der Empfänger interpretiert diese Information wie folgt: Stelle die (bereits entsprechend dem Tagesschlüssel voreingestellte) Enigma auf die Grundstellung (hier RDK) ein und gebe dann die drei Buchstaben (hier KEB) ein. Er sieht dann, wie nacheinander drei Lampen aufleuchten (hier WIK). Dies ist der zur Entschlüsselung der Nachricht benötigte korrekte Spruchschlüssel. Er stellt seine Enigma entsprechend ein, kann nun den Geheimtext entschlüsseln und erhält den Klartext.

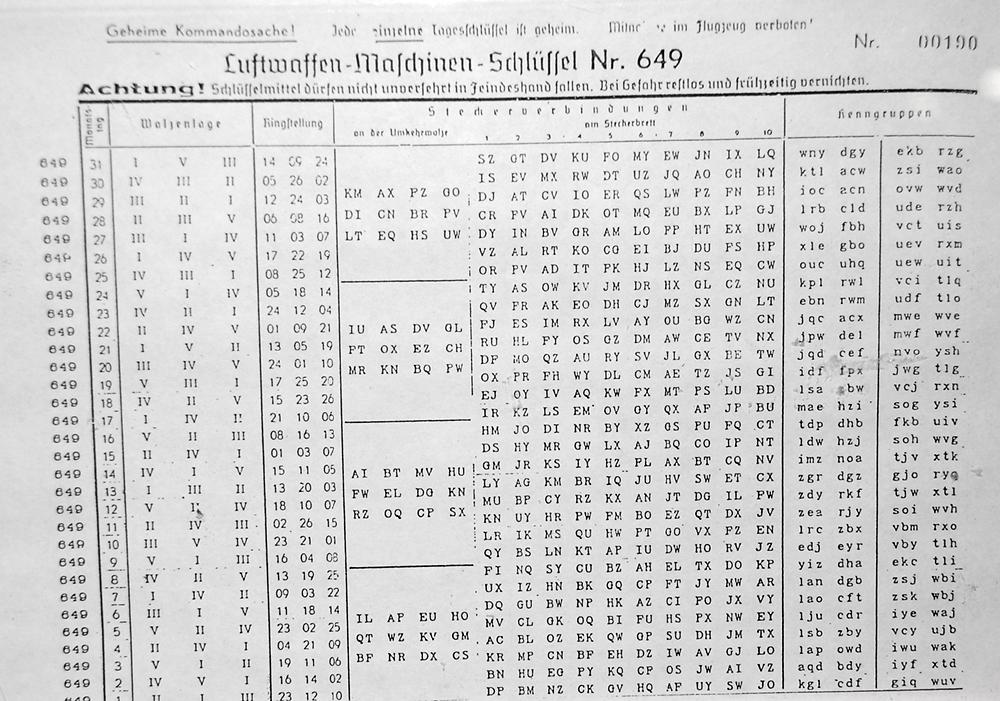
Diese Schlüsseltafel der Luftwaffe enthält eine zusätzliche Spalte „Steckerverbindungen an der Umkehrwalze“, für die 1944 neu eingeführte Umkehrwalze „Dora“.

### Ab 1944

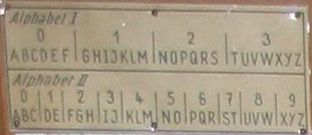
Überschlüsselungsalphabete für die Codierung der Stellung des Drehschalters der Enigma-Uhr

Während das oben beschriebene Verfahren im Wesentlichen so bei den meisten Einheiten von Heer und Luftwaffe bis Kriegsende beibehalten wurde, setzten einige Einheiten der Luftwaffe, beispielsweise in Norwegen, ab dem 1. Januar 1944 die Umkehrwalze D (UKW D) ein. Dabei handelte es sich um eine bedeutende kryptographische Innovation. Diese spezielle UKW zeichnete sich – im Gegensatz zu allen anderen Walzen der Enigma – dadurch aus, dass deren Verdrahtung „im Feld“ durch den Benutzer schlüsselabhängig geändert werden konnte. Entsprechend wurde die Schlüsselvorschrift und auch der Schlüssel sowie die Schlüsseltafel (Bild oben) erweitert.
Ab dem 10. Juli 1944 führte die Luftwaffe bei einigen Einheiten eine weitere kryptographische Komplikation in Form der „Enigma-Uhr“ ein. Dabei handelte es sich um ein Zusatzgerät, das an das Steckerbrett der Enigma angeschlossen wurde und, über einen Drehschalter wählbar, vierzig (00 bis 39) zumeist nichtinvolutorische Buchstabenvertauschungen bewirkt. (Im Gegensatz dazu sind die durch das Enigma-Steckerbrett hervorgerufenen Vertauschungen stets involutorisch.) Die jeweilige Stellung des Drehschalters wurde dem befugten Empfänger des verschlüsselten Funkspruchs separat zum Tagesschlüssel mitgeteilt. Dies geschah in den ersten Wochen der Verwendung der Uhr durch Angabe der in Worten ausgedrückten Zahl, die die Position des Drehschalters beschrieb, also einer Angabe zwischen NULL (00) und DREINEUN (39). Ab dem 2. November 1944 wurde die Stellung des Drehschalters in Form von vier Buchstaben codiert. Hierbei kamen zwei Alphabete zur Anwendung, die im Inneren des Gehäusedeckels auf einer Plakette (Bild) angegeben waren (siehe auch Verwendung der Enigma-Uhr).

## Kriegsmarine

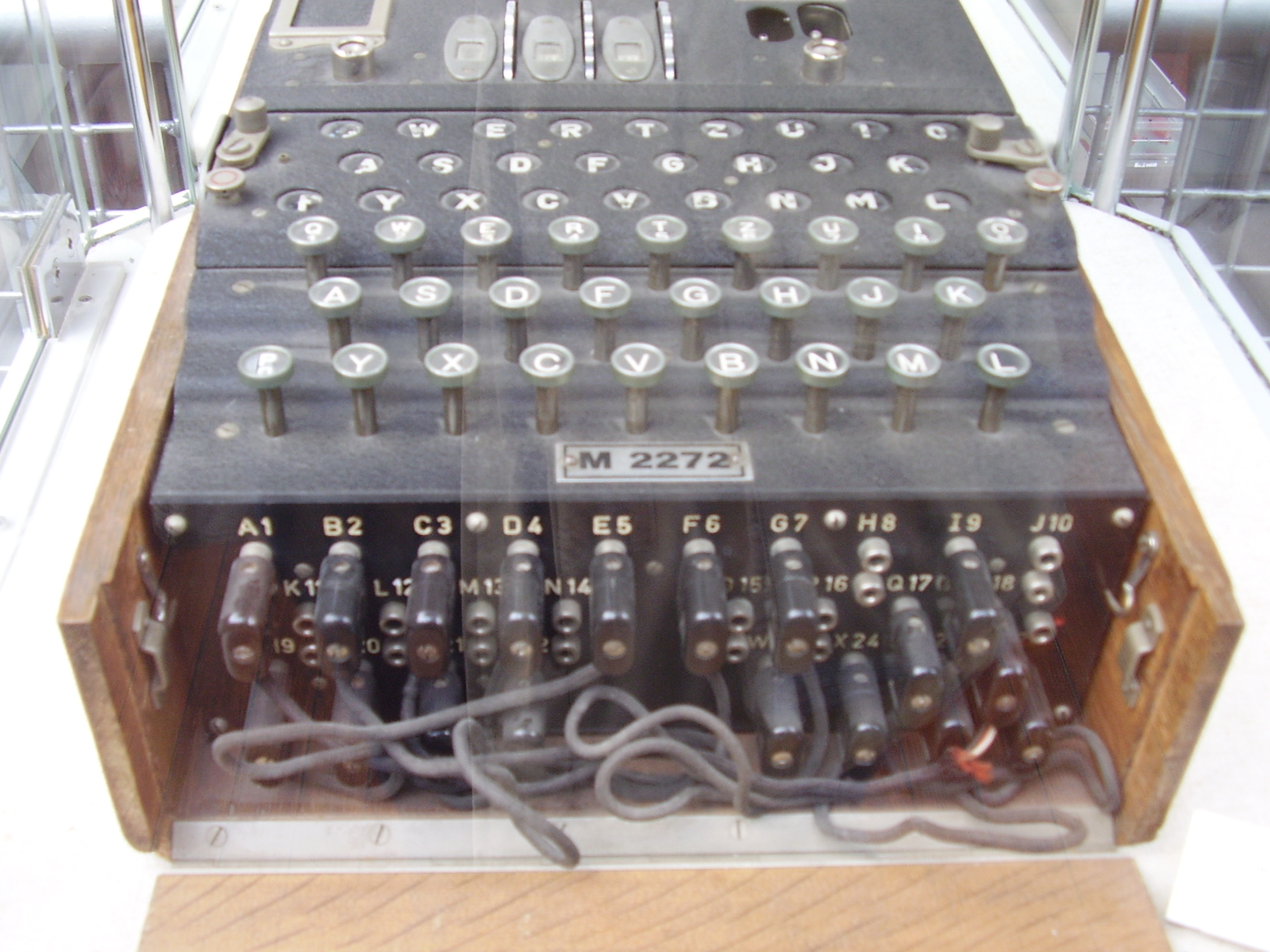
Im Jahr 1941 wurde noch die M3 (mit drei Walzen) bei allen größeren Einheiten der Kriegsmarine eingesetzt, auch bei den U-Booten.

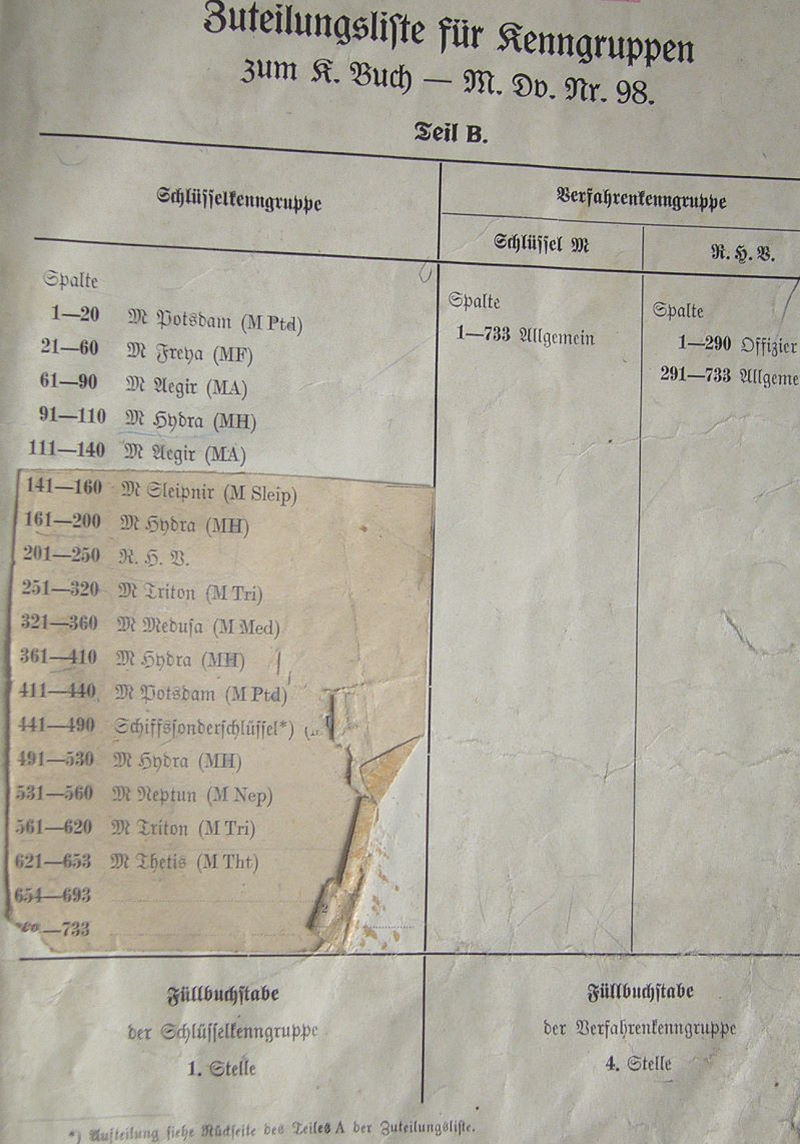
Diese Zuteilungsliste für die Kenngruppen listet unterschiedliche Schlüsselnetze der Marine (M) auf. Von besonderer Bedeutung waren M Hydra (MH) und M Triton (M Tri), letzteres ein exklusives Netz allein für die Atlantik-U-Boote.

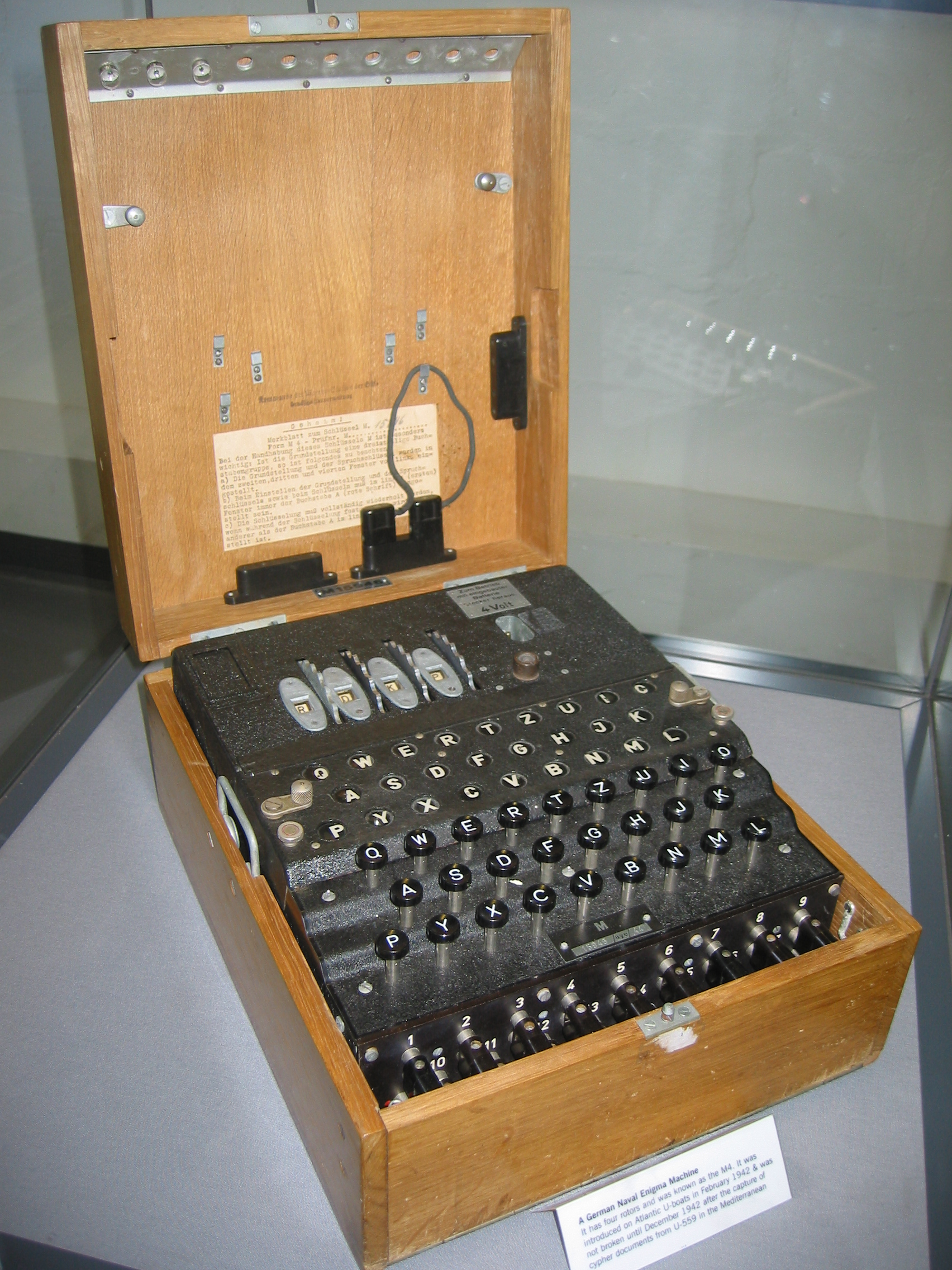
Die ab 1. Februar 1942 von den deutschen U-Booten eingesetzte Enigma-M4 mit vier Walzen ist kryptographisch stärker als die Enigma I

Im Gegensatz zu der von Heer und Luftwaffe benutzten Enigma I verfügte die von der Marine verwendete Enigma-M3 (Bild) über ein Walzensortiment von acht (und nicht nur fünf) Walzen, aus denen jeweils drei auszuwählen und entsprechend dem Tagesschlüssel in die Maschine einzusetzen waren. Zum inneren Schlüssel zählte die Auswahl der Walzen, die Walzenlage und die Ringstellung. Die inneren Schlüsseleinstellungen durften nur durch einen Offizier vorgenommen werden, der dazu das Gehäuse der Enigma aufschloss, die Walzen entsprechend auswählte, einrichtete und anordnete. Danach schloss er die Enigma wieder zu und übergab sie dem Funkmaat. Dessen Aufgabe war es, die äußeren Schlüsseleinstellungen vorzunehmen, also die zehn Steckerpaare dem Tagesschlüssel entsprechend in das Steckerbrett an der Frontplatte der Maschine einzustecken, die Frontklappe zu schließen und danach die Walzen in die richtige Anfangsstellung zu drehen.
Während die inneren Einstellungen nur alle zwei Tage verändert wurden, mussten die äußeren jeden Tag gewechselt werden. Der Schlüsselwechsel passierte auch auf hoher See um 12:00 D.G.Z. („Deutsche gesetzliche Zeit“), also beispielsweise bei U-Booten, die gerade vor der amerikanischen Ostküste operierten, am frühen Morgen.
Eine wesentliche Stärke der von der Kriegsmarine verwendeten Schlüsselprozedur begründete sich in dem ausgeklügelten Verfahren zur Spruchschlüsselvereinbarung, das kryptographisch wesentlich „wasserdichter“ war als die (oben erläuterten) vergleichsweise einfachen und fehlerhaften Methoden der anderen Wehrmachtteile. Kennzeichnend für die Prozedur der Kriegsmarine waren ein separates Kenngruppenbuch (Codebuch) sowie diverse Doppelbuchstabentauschtafeln, die zur „Überschlüsselung“ des Spruchschlüssels verwendet wurden (siehe auch: Das Kenngruppenbuch der Kriegsmarine).

### U-Boote bis 1942
Bis ins Jahr 1942 hinein benutzen die U-Boote die gleiche Maschine (M3) und auch die gleichen Prozeduren wie die anderen Einheiten der Marine, die über einen Maschinenschlüssel verfügten, wenn auch die U-Boote bereits zu dieser Zeit über separate Schlüsselnetze, wie beispielsweise „Heimische Gewässer“ (später genannt: „Hydra“) verfügten. (Kleinere Marineeinheiten, wie Hafenschiffe, die nicht im Besitz eines Maschinenschlüssels waren, nutzten einfachere Handschlüsselverfahren, wie den Werftschlüssel.) Am 5. Oktober 1941 wurde das Schlüsselnetz Triton als neues separates Schlüsselnetz exklusiv für die Atlantik-U-Boote eingeführt. Auch hier wurde zunächst die M3 und die gewohnten Prozeduren weitergenutzt.

### U-Boote ab 1942
Am 1. Februar 1942 änderte sich dies schlagartig, als im Schlüsselnetz Triton die M3 (mit drei Walzen) durch die neue Enigma-M4 (Bild) mit vier Walzen abgelöst wurde. Neben den acht verfügbaren Walzen der M3, von denen drei eingesetzt wurden, gab es bei der M4 eine neue Walze, die sich stets ganz links im Walzensatz befand, und ihn von drei auf vier Walzen vergrößerte. Die neue Walze war aus Platzgründen schmaler als die anderen konstruiert und wurde mit dem griechischen Buchstaben „β“ (Beta) gekennzeichnet. Die U-Boot-Fahrer nannten sie die „Griechenwalze“. Diese Walze konnte zwar manuell jeweils in eine von 26 Drehstellungen gedreht werden, rotierte im Gegensatz zu den Walzen I bis VIII während des Verschlüsselungsvorgangs jedoch nicht weiter. Dennoch wurde durch diese Maßnahme die kryptographische Sicherheit der Enigma wesentlich verbessert.
Am 1. Juli 1943 führte die Kriegsmarine eine alternative Griechenwalze „γ“ (Gamma) ein, die anstelle der „β“ eingesetzt werden konnte. Die genannten Änderungen hatten zur Folge, dass bei den U-Boot-Schlüsseltafeln zusätzlich zu den bisherigen Parametern außerdem noch die zu wählende Griechenwalze sowie die einzusetzende „dünne“ UKW, nämlich „Bruno“ (B) oder „Cäsar“ (C), aufzuführen war.

### M Offizier und M Stab
Für besonders geheimzuhaltende Nachrichten gab es über die oben erläuterten Verfahren M Allgemein hinaus noch die Verfahren M Offizier und M Stab.
Dabei wurde der Text einer zweifachen Verschlüsselung unterzogen und war zunächst nach einem der Verfahren M Offizier oder M Stab zu verschlüsseln und im darauffolgenden zweiten Verschlüsselungsschritt, wie gewohnt, nach M Allgemein. Im ersten Schritt wurde bewusst eine andere Walzenanfangsstellung eingestellt und auch andere Stecker benutzt (äußere Einstellung) als bei M Allgemein. Bei dem Verfahren M Stab wurde zusätzlich noch eine andere Walzenlage und Ringstellung (innere Einstellung) verwendet. Entsprechend aufwendiger war dann auch die Entschlüsselung.

### Sonderschlüssel
Eine weitergehende Verfeinerung der obigen Verfahren M Offizier und M Stab waren Sonderschlüssel, wie beispielsweise M Nixe. Diese dienten zum „privaten“ Austausch von Nachrichten zwischen dem Befehlshaber der U‑Boote (BdU) und einem einzelnen U‑Boot beziehungsweise dessen Kommandanten, ohne dass andere Boote oder sonstige Dienststellen mitlesen konnten. Hierzu hatte vorab jedes Boot Blätter mit eigenen Sonderschlüsseln erhalten. Diese enthielten 26 unterschiedliche Spruchschlüssel zur freien Auswahl, jeweils gekennzeichnet mit einem anderen Buchstaben des Alphabets (Anton, Bruno, Cäsar und so weiter). Die Schlüsselblätter waren mit einer laufenden Nummer gekennzeichnet, beispielsweise Nr. 1024. Außer den zuständigen Landstellen des BdU verfügte nur jeweils immer ein bestimmtes Boot über seine exklusiv zugewiesenen Sonderschlüsselblätter.
Mit M Nixe zu verschlüsselnde Funksprüche wurden nach dem Verfahren M Offizier beziehungsweise M Stab bearbeitet, wobei die Schlüsseleinstellungen jedoch dem Sonderschlüsselblatt entnommen wurden. Statt mit „Offizier“ ode „Stab“ wurde der Funkspruch mit dem Wort „Sonder“ und der laufenden Nummer, im Beispiel „EinsNulZwoVier“ gekennzeichnet.